# La Jalousie du Gros-René
La Jalousie du Gros-René est une pièce de théâtre de Molière qui, selon le registre tenu par La Grange (comédien et régisseur de la troupe de Molière) a été interprétée cinq fois entre 1660 et 1664, notamment en complément de la tragédie de Pierre Corneille Sertorius. Le texte et l'intrigue de cette petite comédie, également intitulée Gros René jaloux, ne nous sont pas parvenus. Il s'agirait peut-être d'un titre alternatif pour désigner La Jalousie du Barbouillé.